# Arunda smithi
Arunda smithi är en fjärilsart som beskrevs av Druce 1905. Arunda smithi ingår i släktet Arunda och familjen tandspinnare. Inga underarter finns listade i Catalogue of Life.